# Подбуж
По́дбуж — посёлок в Сходницкой поселковой общине Дрогобычского района Львовской области Украины. Через Подбуж протекает река Быстрица.

## История
После первого раздела Речи Посполитой в 1772 году эта местность оказалась в составе Австрийской империи (с 1867 года — Австро-Венгрии).
После распада Австро-Венгрии селение заняли польские войска, в дальнейшем оно вошло в состав Львовского воеводства Польши.
В сентябре 1939 года село вошло в состав СССР. В дальнейшем, в ходе Великой Отечественной войны в 1941—1944 гг. оно было оккупировано немецкими войсками.
23 сентября 1959 года центр Подбужского района был перенесён из Подбужа в город Борислав, а сам район переименован в Борислаский.
В 1997 году находившееся здесь профессионально-техническое училище № 23 объединили с ПТУ № 72 в пгт Меденичи.
На 1 января 2013 года численность населения составляла 3106 человек.

## Транспорт
Находится в 23 км от ближайшей железнодорожной станции Самбор Львовской железной дороги.

## Известные уроженцы и жители
- Селецкий, Кирилл (1835—1918) — священник Украинской грекокатолической церкви, духовный писатель, публицист, просветитель, общественный деятель.